# Ferdinand Kruis

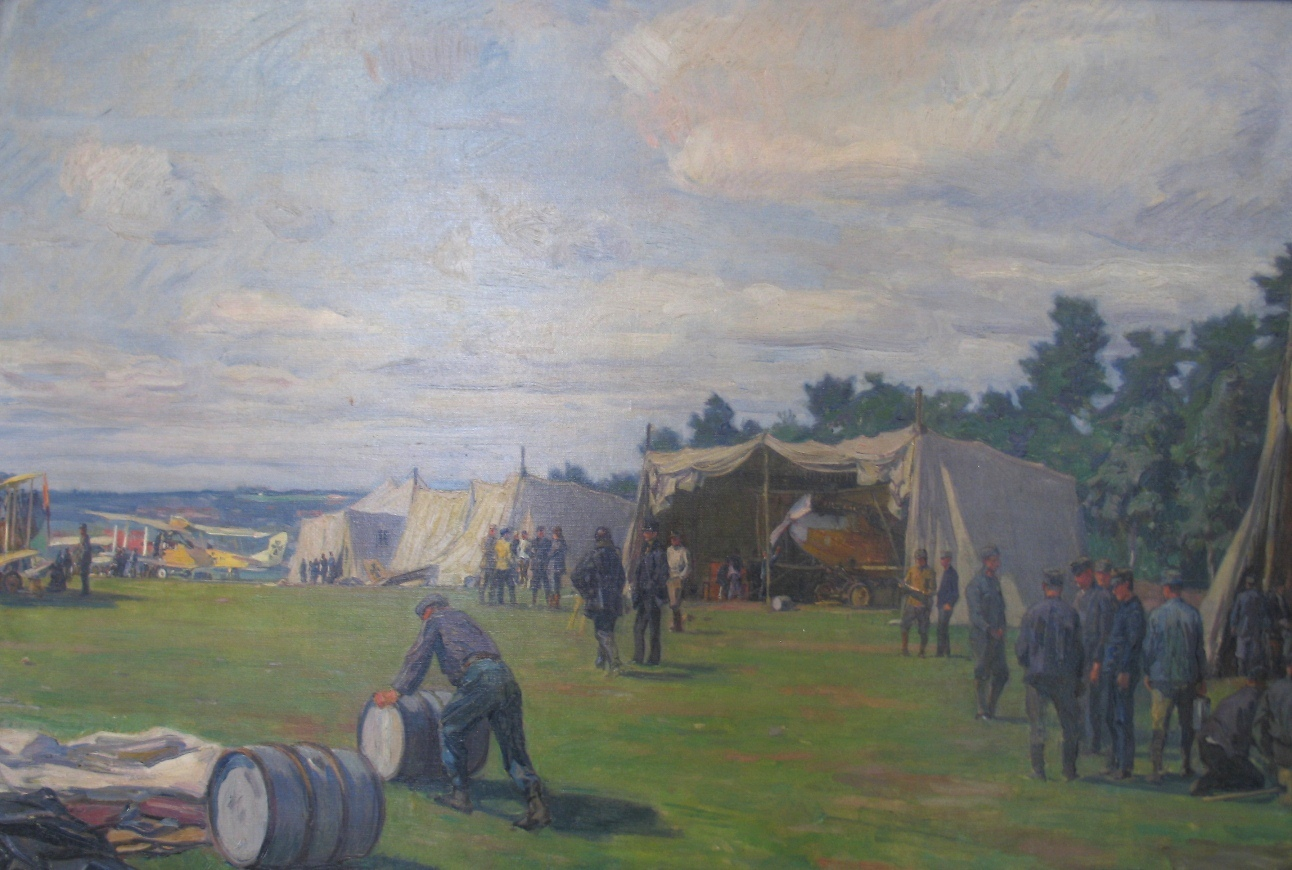
Standort der Fliegerkompanie Nr. 30 bei Czernowitz, 1917 (HGM).

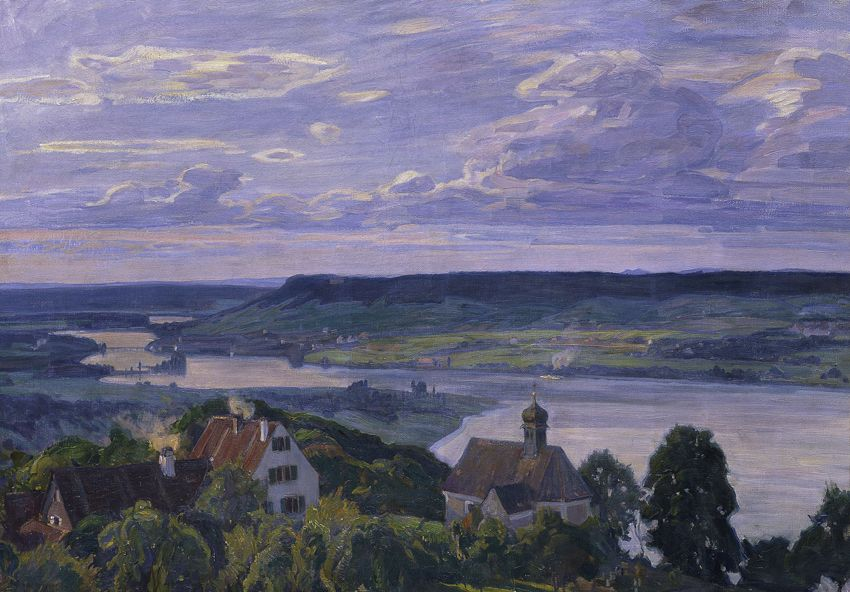
Klingenzell am Rhein, 1913 (Österreichische Galerie Belvedere).

Ferdinand Kruis (* 25. April 1869 in Písek, Böhmen; † 17. Jänner 1944 in Innsbruck) war ein österreichischer Maler und Illustrator.

## Leben
Kruis studierte ab 1885 an der Wiener Kunstakademie, seine Lehrer waren Siegmund L’Allemand, Franz Rumpler und August Eisenmenger. Im Jahr 1888 errang er eine Fügermedaille in Gold. Er arbeitete zunächst als Porträtist und unter dem Pseudonym „Lorenz“ als Illustrator für Zeitschriften wie Die Bombe. Studienreisen führten ihn nach Italien, in die Schweiz, nach Deutschland, Holland, Dänemark und Polen. Seit 1898 war er Mitglied der Wiener Secession und trat mit dieser 1939 der Genossenschaft bildender Künstler Wiens (Künstlerhaus) bei. 1902 gründet er mit Franz Hohenberger in Wien eine Malschule, die 1916 geschlossen werden musste.
Während des Ersten Weltkriegs, am 12. Jänner 1916, wurde Kruis, der beim Landsturm diente, als Kriegsmaler in die Kunstgruppe des k.u.k. Kriegspressequartiers aufgenommen, wo er bis Kriegsende verblieb. Er arbeitete an der Italienfront in Südtirol und am Isonzo, in weiterer Folge auch auf dem russischen und rumänischen Kriegsschauplatz. 1917 wurde er kurzzeitig in das k.k. Heeresmuseum kommandiert, im Sommer 1918 war er Militärgeneralgouvernement in Lublin tätig. Seit spätestens 1939 lebte und arbeitete er in Innsbruck, wo er 1944 verstarb.

## Ausstellungen und Motive
- 1894 bis 1906 beschickte er zumeist Ausstellungen in Prag
- 1898 bis 1938 waren seine Werke in der Winer Secession ausstellt
- 1914 bis 1918 fertigte er als Kriegsmaler unter anderem Plakate

Seinen Studienreisen förderten seine impressionistischen Neigungen. Dabei erstreckte sich sein Repertoire von der feinen Elfenbeinminiatur bis hin zu großen Ölbildnissen.

## Werke (Auswahl)
- Sarntheiner Bauern, Abend am Chiemsee, Interieur auf der Insel Marken Österreichische Galerie, Wien
- Musikstunde 1902, Malschule am Kohlmarkt 1903 Holländ. Mädchen 1903 und 1905
- Trabfahren in der Krieau, Blick von der Freyung, Guaschen, Bayrische Mädchen, 1906
- Standort der Fliegerkompanie Nr. 30 bei Czernowitz. 1917, Öl auf Leinwand, 59 × 86,5 cm (Heeresgeschichtliches Museum Wien)